# Football aux Jeux panarabes de 1985
Navigation
Damas 1976 Beyrouth 1997
Les Jeux panarabes de 1985 de football opposent onze nations arabes et se déroulent dans la ville de Rabat au Maroc. Il s'agit de la 6e édition de ces jeux. 
Se terminant le 16 août 1985, la compétition se joue sous forme de deux phases mettant aux prises onze nations différentes. La première se déroule sous forme de trois groupes, et quatre de ces équipes s'affrontent ensuite lors de la 2e phase dont les vainqueurs s'affrontent en finale et les perdants s'affrontent lors du match pour la troisième place.
C'est l'Irak qui remporte la compétition lors de cette édition en battant en finale le Maroc par 1-0 tandis que dans le cadre de la petite finale, l'Algérie décroche la troisième place à la suite du forfait de l'Arabie saoudite.

## Équipes participantes
11 nations prennent part à la compétition :
- Liban
- Libye
- Syrie
- Algérie
- Mauritanie
- Yémen du Nord
- Somalie
- Émirats arabes unis
- Maroc
- Arabie saoudite
- Irak

### Algerie (B)
- Gardiens de Buts :
- Larbi El-Hadi ( WOBoufarik ) , Salah Kamel ( JSBordj Ménaiél ) , Benmiloud Benbella ( GCRMascara ) .
- Défenseurs :
- Lakhder Benarmas (MPOran) , Said Belaachia ( WKFCollo ) , Youcef Meziane ( MAHussein-Dey ) ,Kamel Nait Yahia ( JETizi Ouzou ) , Mokhtar Kechamli ( ASCOran) , Djamel Amani ( CMBelcourt ) , Nasser Bachouche ( USMHarrach ) , Mohamed Alliouane ( JHDjazair ) , Youssef Tonkin ( JSBordj Ménaiél ) .
- Milieux :
- Si Tahar Cherif El Ouazani ( MPOran ) , Larbi Chaabane ( GCRMascara ) , L'Houari Belkhatouet ( ASCOran ) , Mustapha Boukar ( ASCOran ) , Nasser Mékidèche ( MAHussein-Dey )
- Attaquants :
- Abdelkader Tlemcani ( ASCOran ) , Kamel Djahmoune ( USMBlida ) , Abderrazak Bouzenada ( JHDjazair ) , Belkacem Demdoum ( JHDjazair ) , Nacer Badache ( MAHussein-Dey ) .
- Entraineurs :
- Mohamed Maouche  Algérie et Mohamed Lekkak  Algérie .
- Source :
- L'Almanach du Sport Algerien de Hamid Grine , Tome 1 , ANEP - 1990 pages 546 et 549 .

## Compétition

### Phase de poule

#### Groupe A
| Rang | Équipe     | Pts | J | G | N | P | Bp | Bc | Diff |  | Résultats (▼ dom., ► ext.) |  |     |     |     |
| ---- | ---------- | --- | - | - | - | - | -- | -- | ---- |  | -------------------------- |  | --- | --- | --- |
| 1    | Maroc      | 5   | 3 | 2 | 1 | 0 | 8  | 2  | +6   |  | Maroc                      |  | 2-2 | 3-0 | 3-0 |
| 2    | Tunisie    | 5   | 3 | 2 | 1 | 0 | 7  | 2  | +5   |  | Tunisie                    |  |     | 1-0 | 4-0 |
| 3    | Somalie    | 2   | 3 | 1 | 0 | 2 | 5  | 6  | -1   |  | Somalie                    |  |     |     | 5-2 |
| 4    | Mauritanie | 0   | 3 | 0 | 0 | 4 | 2  | 12 | -10  |  | Mauritanie                 |  |     |     |     |

#### Groupe B
| Rang | Équipe              | Pts | J | G | N | P | Bp | Bc | Diff |  | Résultats (▼ dom., ► ext.) |  |     |     |     |
| ---- | ------------------- | --- | - | - | - | - | -- | -- | ---- |  | -------------------------- |  | --- | --- | --- |
| 1    | Arabie saoudite     | 6   | 3 | 3 | 0 | 0 | 6  | 1  | +5   |  | Arabie saoudite            |  | 3-1 | 1-0 | 2-0 |
| 2    | Algérie             | 2   | 3 | 1 | 0 | 2 | 4  | 5  | -1   |  | Algérie                    |  |     | 0-1 | 3-1 |
| 3    | Émirats arabes unis | 2   | 3 | 1 | 0 | 2 | 2  | 3  | -1   |  | Émirats arabes unis        |  |     |     | 1-2 |
| 4    | Yémen du Nord       | 2   | 3 | 1 | 0 | 2 | 3  | 6  | -3   |  | Yémen du Nord              |  |     |     |     |

#### Groupe C
| Rang | Équipe | Pts | J | G | N | P | Bp | Bc | Diff |  | Résultats (▼ dom., ► ext.) |  |     |     |
| ---- | ------ | --- | - | - | - | - | -- | -- | ---- |  | -------------------------- |  | --- | --- |
| 1    | Irak   | 4   | 2 | 2 | 0 | 0 | 4  | 0  | +4   |  | Irak                       |  | 2-0 | 2-0 |
| 2    | Libye  | 2   | 2 | 1 | 0 | 1 | 2  | 2  | 0    |  | Libye                      |  |     | 2-0 |
| 3    | Syrie  | 0   | 2 | 0 | 0 | 2 | 0  | 4  | -4   |  | Syrie                      |  |     |     |

### Phase finale

#### Demi-Finale
| Entraîneur : |
| josé faria . |

| Entraîneur :      |
| Maouche et Lekkak |

| Entraîneur : |
| josé faria . |

| Entraîneur :      |
| Maouche et Lekkak |

| 14 août 1985 | Irak | 2 - 1 | Arabie saoudite |  |  |
|              |      |       |                 |  |  |

#### Match pour la3eplace
| Sélectionneur :   |
| Maouche Mohamed . |

| Sélectionneur :   |
| Maouche Mohamed . |

- NB : L'Arabie Saoudite à déclaré forfait pour ce match de classement en raison de quelques joueurs saoudiens qui sont frappés par une Influenza .
- Source :
- le magazine sportif libanais  Al-Watan Al-Riyadhi , 7é année , N° 80 du mois de septembre 1985 page 35 .

#### Finale
| 16 août 1985 | Maroc | 0 - 1 | Irak                 | Complexe Moulay Abdallah de Rabat |  |
|              |       | (0-1) | Bessam Kourbiche 9 e |                                   |  |

## Vainqueur
| Vainqueur des Jeux panarabes de 1985 Irak 1er titre |

### Buteurs
- 3 buts :  Maroc Mohamed Timoumi,  Irak Ahmed Radhi,  Arabie saoudite Madjid Abdallah
- 2 buts :  Maroc Laghrissi,  Tunisie Abdelkader El Rakbaoui,  Somalie Nor Merid Abanor

- 1 but : 23 joueurs ont marqué un seul but[1] :

- Maroc Lemriss
- Tunisie Salem Djaziri
- Algérie Chérif El Ouazani Si Tahar, Abdelkader Tlemcani, Kamel Djahmoun, Abderrazak Bouznada, Hafed Al Houari, H'cina Abdelaziz El Souleimani
- Mauritanie Djibril Wadé
- Libye Fawzi Al Issaoui, Saci Al Adjilli
- Arabie saoudite Hassan Affifi, M'hissen Al Jamaan
- Yémen Mohamed Al Brimi, Ahmed Ghanem
- Émirats arabes unis Adnan Al Talliani, Khaled Ismail
- Irak Enad Abid, Shaker Mohamed, Khalil Mohamed, Basil Korkiss
- Syrie Nortaki, Nor Abdi Hadj
- Égypte Abdelhak Al Souadi, Salah Al Nouaima
- Tunisie Mustapha H'ssoumi, Bessam Djridi, Nabil Maaloul
- Palestine Othmane Kamadra

## Source
- Rsssf.com
- La revue mensuelle libanaise, Al-Watan Al-Riyadi, 7é année, N° 80 du mois, septembre 1985, pages 53 et 54.